# Thaumatogelis rufus
Thaumatogelis rufus là một loài tò vò trong họ Ichneumonidae.